# Torbat-e Jām (kommunhuvudort i Iran)
Torbat-e Jām (persiska: تربت جام) är en kommunhuvudort i Iran.   Den ligger i provinsen Khorasan, i den nordöstra delen av landet, 800 km öster om huvudstaden Teheran. Torbat-e Jām ligger 908 meter över havet och antalet invånare är 58 928.
Terrängen runt Torbat-e Jām är lite kuperad, och sluttar österut. Runt Torbat-e Jām är det ganska glesbefolkat, med 34 invånare per kvadratkilometer. Det finns inga andra samhällen i närheten. Omgivningarna runt Torbat-e Jām är i huvudsak ett öppet busklandskap.